# Сето Дайя
Дайя Сето (яп. 瀬戸 大也, нар. 24 травня 1994, Морояма, Префектура Сайтама, Японія) — японський плавець, бронзовий призер Олімпійських ігор 2016 року, чотириразовий чемпіон світу.

## Виступи на Олімпійських іграх
| Олімпіада           | Дисципліна       | Місце |
| ------------------- | ---------------- | ----- |
| Ріо-де-Жанейро 2016 | 200 м батерфляєм | 5     |
| Ріо-де-Жанейро 2016 | 400 м комплексом | 3     |
| Токіо 2020          | 200 м батерфляєм | 11    |
| Токіо 2020          | 200 м комплексом | 4     |
| Токіо 2020          | 400 м комплексом | 9     |